# Myrmecotypus
Myrmecotypus es un género de arañas araneomorfas de la familia Corinnidae. Se encuentra en América.

## Lista de especies
Según The World Spider Catalog 12.0:
- Myrmecotypus fuliginosus O. Pickard-Cambridge, 1894
- Myrmecotypus iguazu Rubio & Arbino, 2009
- Myrmecotypus lineatipes Chickering, 1937
- Myrmecotypus lineatus (Emerton, 1909)
- Myrmecotypus niger Chickering, 1937
- Myrmecotypus olympus Reiskind, 1969
- Myrmecotypus orpheus Reiskind, 1969
- Myrmecotypus pilosus (O. Pickard-Cambridge, 1898)
- Myrmecotypus rettenmeyeri Unzicker, 1965